# بيامن سفلي (مقاطعة تشرداول)
بيامن سفلي (بالفارسية: پیامن سفلی) هي قرية تقع في قسم زردلان الريفي (مقاطعة تشرداول) في إيران. يقدر عدد سكانها بـ 66 نسمة بحسب إحصاء 2016.